# Hans-Joachim Böhme (Politiker)

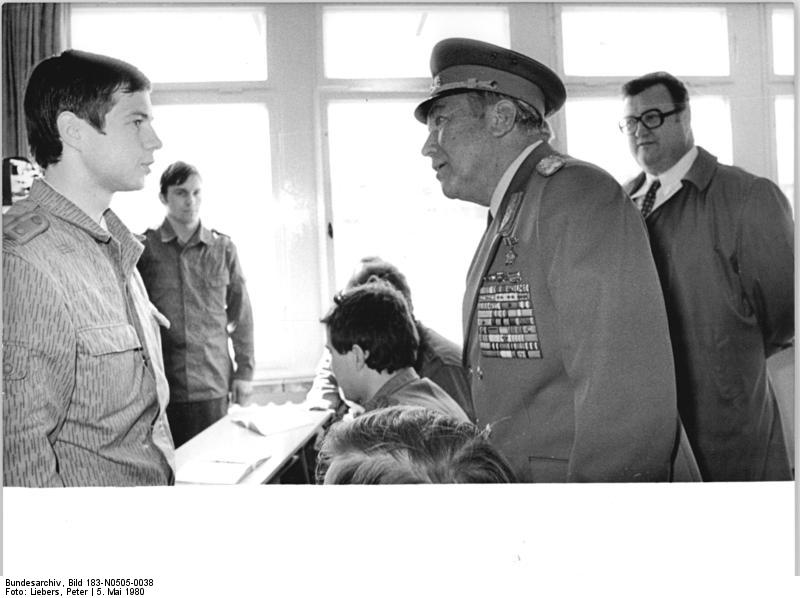
Die Minister Hans-Joachim Böhme (r.) und Heinz Hoffmann (2.v.r.) besichtigen die Ausbildungseinrichtung für studentische Reservisten / Reserveoffiziere „Peter Göring“ (1980)

Hans-Joachim Böhme (* 25. April 1931 in Leipzig; † 11. Mai 1995 in Berlin) war ein deutscher Politiker (SED). Er war langjähriger Minister für Hoch- und Fachschulwesen der DDR.

## Leben
Der Sohn eines Arbeiters studierte von 1950 bis 1953 Pädagogik an der Universität Leipzig. Er trat 1952 in die Sozialistische Einheitspartei Deutschlands (SED) ein. Von 1953 bis 1955 arbeitete er als Lehrer bzw. Assistent an der Karl-Marx-Universität (KMU) Leipzig. Von 1955 bis 1959 fungierte er als Sekretär und von 1959 bis 1966 als 1. Sekretär der SED-Kreisleitung der KMU Leipzig. Von 1966 bis 1968 war er Leiter der Studentenabteilung an der DDR-Botschaft in Moskau.
Von 1968 bis 1970 war er Staatssekretär und 1. stellvertretender Minister und vom 16. September 1970 bis November 1989 in der Nachfolge von Ernst-Joachim Gießmann Minister für Hoch- und Fachschulwesen. Auf dem VIII. Parteitag der SED im Juni 1971 wurde er zum Kandidaten und auf der 10. Tagung des ZK am 2. Oktober 1973 zum Mitglied des Zentralkomitees der SED gewählt. Im November/Dezember 1989 trat er von seinen Staats- und Parteifunktionen zurück. Nach der Wende in der DDR war er arbeitslos und 1990 zeitweise Mitarbeiter des Instituts für Hoch- und Fachschulwesen.
Im Jahr 1970 wurde Böhme Professor der Humboldt-Universität zu Berlin und 1981 Ehrendoktor (Dr. h. c.) der Universität Leningrad.

## Auszeichnungen
- 1965 Vaterländischer Verdienstorden in Bronze, 1973 in Silber und 1981 in Gold[1]
- 1974 Verdienstmedaille der Nationalen Volksarmee in Gold
- 1977 Hufeland-Medaille in Gold